# Romilly-sur-Aigre
Romilly-sur-Aigre település Franciaországban, Eure-et-Loir megyében. Lakosainak száma 455 fő (2018. január 1.). Romilly-sur-Aigre Brévainville és Saint-Jean-Froidmentel községekkel határos.

## Népesség
A település népessége az elmúlt években az alábbi módon változott:
| Lakosok száma | 380  | 362  | 360  | 405  | 465  | 497  | 485  | 465  | 458  | 455  |
|               | 1968 | 1975 | 1982 | 1990 | 1999 | 2011 | 2013 | 2015 | 2017 | 2018 |